# Karl Petrovič Jessen
Karl Petrovič Jessen, (in russo: Карл Петрович Иессен) (Riga, 30 giugno 1852 – Pietrogrado, 30 novembre 1918), è stato un ammiraglio russo.

## Biografia
Di origine tedesca, Karl era il figlio di un medico veterinario. Dopo la laurea venne nominato tenente.

## Carriera
Nel 1890, gli fu affidato il comando del cacciatorpediniere Adler della flotta del Mar Nero. Tra il 1891 e il 1893, fu ufficiale esecutivo sulla incrociatore Ammiraglio Kornilov, della flotta russa del Baltico e dell'Estremo Oriente. Dal 1894 al 1895 fu comandante a bordo del piroscafo Neva. Dal 1895 al 1896 comandò l'incrociatore Asia. Nel 1897 fu promosso a capitano. Dal 1898 al 1905 assunse il comando dell'incrociatore Gromoboi nella flotta del Pacifico.
Il 1º gennaio 1904, Jessen fu promosso al grado di contrammiraglio. Con l'inizio della guerra russo-giapponese, l'8 febbraio, è stato nominato vice comandante di Port Arthur e utilizzò la corazzata Sevastopol' come suo fiore all'occhiello. Tuttavia, il 10 marzo il vice ammiraglio Makarov riassegnò a Jessen il comando dell'incrociatore sede a Vladivostok che condusse razzie e altre operazioni offensive, mentre il resto della Flotta del Pacifico russa rimase imbottigliata a Port Arthur da un blocco giapponese.
Le operazioni di Jessen minacciavano il trasporto e gli approvvigionamenti delle linee giapponesi, e portarono la Marina imperiale giapponese a nominare l'ammiraglio Kamimura Hikonojo a comandare la 2ª Flotta per rintracciare e distruggere il suo squadrone. Jessen eluse i giapponesi in diverse occasioni, affondando alcune navi nel Mar del Giappone. Dal 12 giugno è stato per breve periodo sostituito dal vice ammiraglio Pëtr Alekseevič Bezobrazov.
Il 14 agosto 1904, durante la battaglia di Ulsan, ha combattuto con impegno inconcludente contro la flotta giapponese sotto l'ammiraglio Kamimura.
Il 9 novembre 1904 fu nominato comandante del 1º Squadrone della Flotta del Pacifico. Tuttavia, con la caduta di Port Arthur ai giapponesi, si concentrò sulla difesa costiera della regione intorno a Vladivostok. Nel novembre 1905 guidò le navi russe nel Mar Baltico, dove sono arrivati nell'aprile 1906. Dopo il suo ritorno a Pietrogrado, accettò una promozione al grando di vice-ammiraglio e un congedato con onore dalla Marina nel 1908.

## Morte
Nel 1912, divenne proprietario di un cantiere nei pressi di Riga. Nel 1913, la sua azienda stipulò un contratto per la costruzione di nove nuovi cacciatorpediniere come parte del programma per la ricostruzione della Flotta del Baltico.
Morì il 30 novembre 1918 a San Pietroburgo.